# HD 20367
HD 20367 – gwiazda typu żółty karzeł, podobna do Słońca. Znajduje się w gwiazdozbiorze Barana w odległości około 88 lat świetlnych, a jej wielkość gwiazdowa wynosi 6,41m.
W 2002 roku odkryto planetę HD 20367 b okrążającą ją w średniej odległości 1,25 j.a. Jeden pełny obieg wokół gwiazdy zajmuje jej ok. 500 dni.